# Requiem (film, 2006)
Pour les articles homonymes, voir Requiem (homonymie).
Pour plus de détails, voir Fiche technique et Distribution.
Requiem est un film allemand réalisé par Hans-Christian Schmid et sorti en 2006.

## Synopsis
Le film raconte l'histoire d'une jeune femme de 21 ans atteinte d'épilepsie, qui reprend ses études à l'université, où elle découvre la liberté, l'amitié et l'amour. Cependant ses crises lui font entendre des voix, et elle consulte un prêtre qui la persuade qu'elle est possédée par le démon ; elle subit son destin, entre exorcisme et psychiatrie.

## Fiche technique
- Réalisation : Hans-Christian Schmid
- Scénario : Bernd Lange
- Image : Bogumil Godfrejow
- Lieu de tournage : Gomaringen, Bade-Wurtemberg
- Pays de production :  Allemagne
- Durée: 93 minutes
- Date de sortie:
  - Allemagne : 17 février 2006
  - France : 13 décembre 2006

## Distribution
- Sandra Hüller : Michaela Klingler
- Burghart Klaußner : Karl Klingler
- Imogen Kogge : Marianne Klingler
- Anna Blomeier : Hanna Imhof
- Nicholas Reinke : Stefan Weiser
- Jens Harzer : Martin Borchert (exorciste)
- Walter Schmidinger : Gerhard Landauer (exorciste)
- Friederike Adolph : Helga Klingler
- Irene Kugler : Heimleiterin Krämer
- Johann Adam Oest : professeur Schneider

## Analyse
Le spectateur est amené à regarder cette jeune femme en recherchant la moindre bizarrerie dans son comportement, mais le réalisateur fait le contraire en la décrivant d'une façon normale, et montre qu'il ne croit pas à l'exorcisme pratiqué par un prêtre.

## Récompenses
- Berlinale
  - Ours d'argent de la meilleure actrice
  - Prix FIPRESCI de la Berlinale
- Bavarian Film Award de la meilleure actrice pour Sandra Hüller
- Chlotrudis Award de la meilleure actrice pour Sandra Hüller,
- Prix d'argent au Festival de Chicago
- Prix du meilleur film au Festival international du film de Catalogne

## Anneliese Michel
Le film s'inspire de la vie d'Anneliese Michel décédée 1er juillet 1976, de maladie pour certains, de possession pour d'autres, après avoir notamment cessé de s'alimenter. Le rite d'exorcisme avait été pratiqué sur elle.